# Strabišov-Oulehla
Strabišov – Oulehla je národní přírodní rezervace poblíž Chvalnova-Lísek a Kunkovic v okrese Kroměříž. Důvodem ochrany jsou výslunné stráně s druhově bohatými suchými trávníky a lokalita střevíčníku pantoflíčku (Cypripedium calceolus) a dalších orchidejí. V rezervaci bylo zjištěno 32 druhů suchozemských plžů.